# Култура на плочестите гробове
Културата на плочестите гробове е археологическа култура от късната бронзова и ранната желязна епоха в Централна Азия, датирана към 11-4 век пр.н.е.
Културата обхваща южното Прибайкалие, южното и централно Задбайкалие, северната и североизточна част на Монголия и части от северозападен Китай. В голяма част от тази територия тя е предшествана от по-ранната глазковска култура. Дължи името си на характерните погребения, оградени с вертикални каменни плочи. Изкуството на културата на плочестите гробове има сходства с това на други съвременни култури в региона, като карасукската и тагарската. Тя се свързва с народността хунну, която се появява в писмените източници през 3 век пр.н.е. върху приблизително същата територия.